# Mezalocha
Mezalocha è un comune spagnolo di 283 abitanti situato nella comunità autonoma dell'Aragona.